# Tavole di San Giuseppe
Le tavole di san Giuseppe  sono grandi tavolate imbandite il 19 marzo in onore di San Giuseppe. L'usanza è attestata in Salento nei paesi di Vaste San Cassiano, Giurdignano, Poggiardo, Uggiano la Chiesa, Avetrana, Cerfignano, Cocumola, Diso, Guagnano, Minervino di Lecce, Casamassella, Otranto, Spongano, Lizzano, Fragagnano, Monteiasi, San Marzano di San Giuseppe, Sava, Monteparano, Faggiano, Torchiarolo, San Pietro Vernotico, Erchie e San Donaci ed inoltre in Sicilia, a Lascari, Valguarnera Caropepe, Leonforte, 
a Caronia, a Ravanusa  e in altri comuni dell'isola, in Abruzzo, a Monteferrante; anche a Riccia (Molise), la tradizione è molto sentita, così come, seppur in misura minore, in altri paesi della regione.
Queste tavole sono realizzate con diverse pietanze che vanno dai lampascioni alle "rape", dai "vermiceddhri" (tipo di pasta con cavoli) al pesce fritto, dalle pittule alla zeppola, dal pane a forma di grossa ciambella ai finocchi e alle arance. Il tutto viene consumato a mezzogiorno del 19 marzo dai cosiddetti "santi" impersonati da amici o parenti delle famiglie che vanno da un numero minimo di tre (San Giuseppe, Gesù Bambino e la Madonna) a un numero massimo di tredici, sempre comunque di numero dispari.

## Tradizione salentina

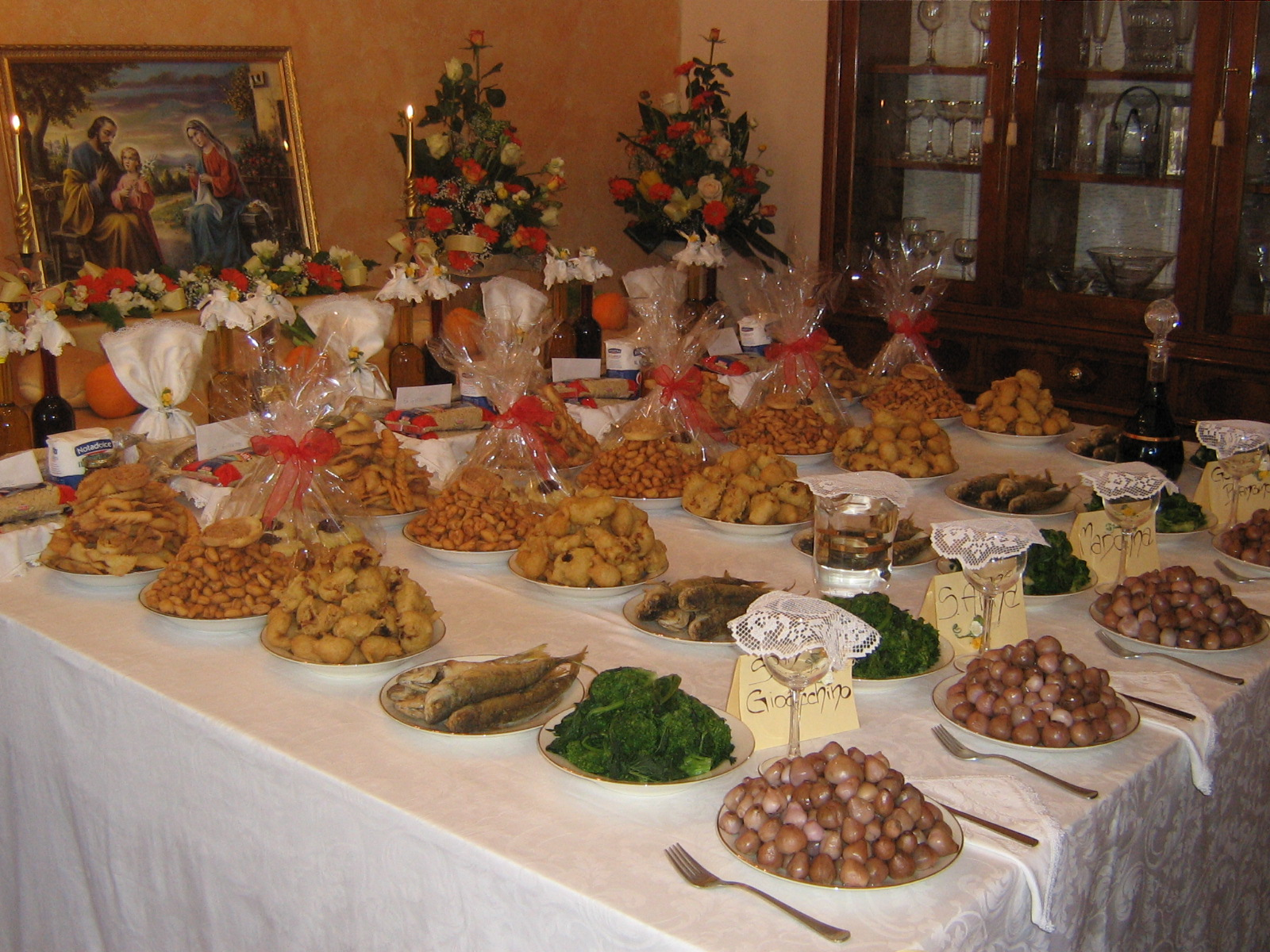
Tavola di San Giuseppe a Cocumola

Le tavole sono essenzialmente simili in tutto il Salento tranne che per piccole differenze insistenti tra un comune e l'altro. 
Tutto inizia nel periodo precedente la festa, cioè tra la fine di febbraio e la prima metà di marzo, quando alcune famiglie devote preparano del pane o una pasta tradizionale - la massa e ciciri - o entrambe, per distribuirli a tutti coloro che si presentano a casa. È un rito antico, quello della massa: la preparazione, soprattutto molti anni fa, avveniva al ritmo della preghiera (si lasciava cuocere al tempo di un Pater Noster, si lasciava riposare nei limmi - recipienti tradizionali - il tempo di 10 Ave Maria, etc); la distribuzione seguiva la recita del rosario, quasi a voler "santificare" la fatica compiuta con la preghiera. La tradizione impone alla famiglia devota di non mangiare di ciò che ha distribuito se non le rimanenze: in sostanza sono banditi atteggiamenti del tipo "ne metto un po' da parte" o "ne lascio un po' per tizio o caio".
Una forma ancora più forte di devozione spinge alcune famiglie (per grazia ricevuta o come segno propiziatorio) a preparare, il giorno della festa, le tavole di san Giuseppe: vere e proprie tavole imbandite e preparate secondo regole precise.
Un tempo, i commensali erano scelti tra i poveri del paese, mentre oggi è più frequente estendere l'invito a parenti e amici, preferibilmente tra coloro che hanno maggior bisogno o hanno una famiglia numerosa. Il numero minimo è di tre - San Giuseppe, Maria e Gesù - a cui si aggiungono altre "coppie di santi" fino al massimo di tredici persone (numero che richiama i componenti dell'ultima cena). 

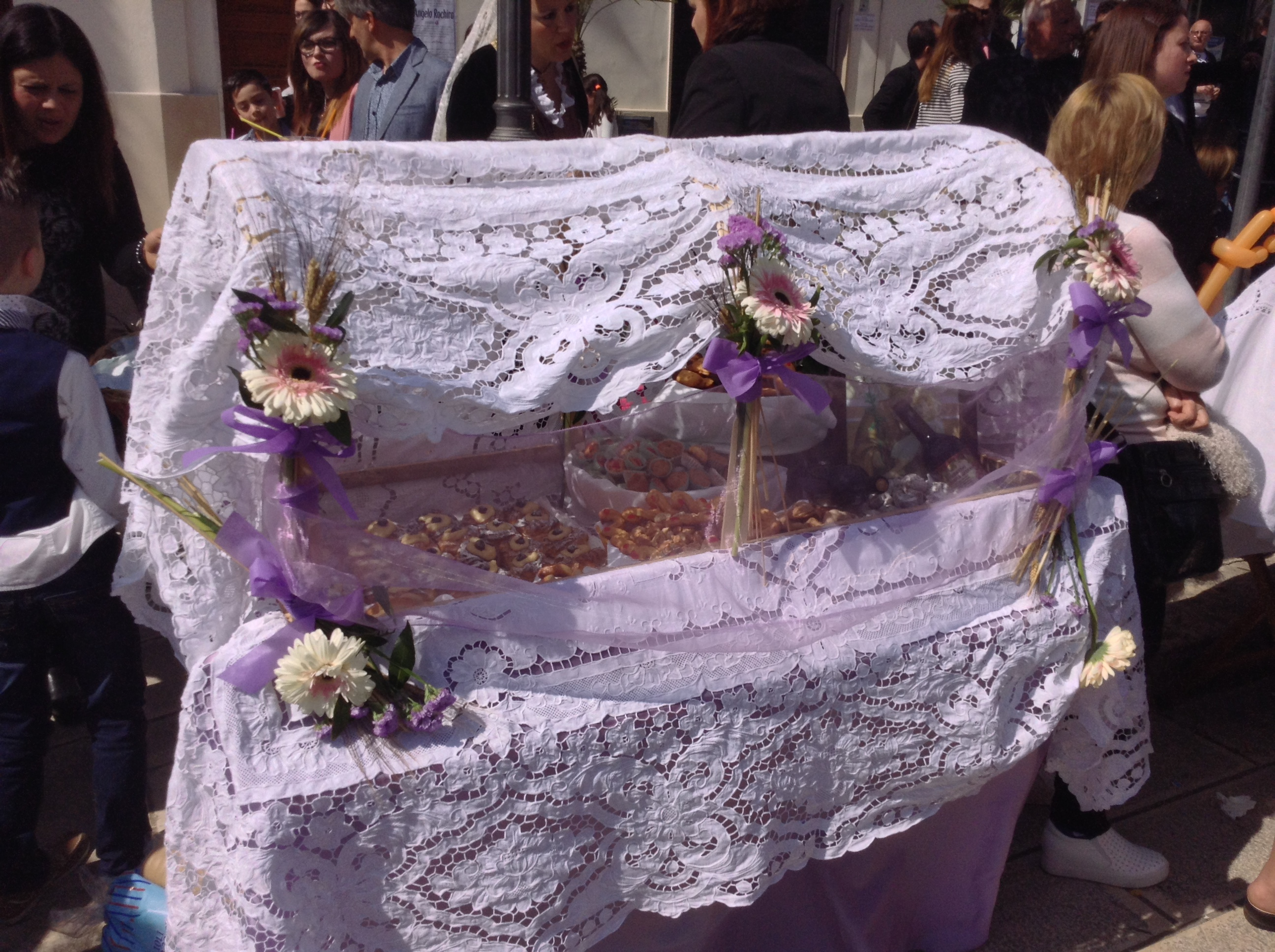
Le "mattre" di San Marzano di San Giuseppe

La taula può essere cotta, cioè formata da 13 pietanze per ciascun santo, tra cui: la massa e ciciri, verdura lessa, pasta col miele e la mollica di pane, pesce fritto, crema di fave (le favenette) con pane fritto; questa forma di preparazione era molto diffusa quando le famiglie erano tutte abbastanza numerose e la povertà era forte: in una situazione del genere, fare il santo ad una tavola significava una benedizione.

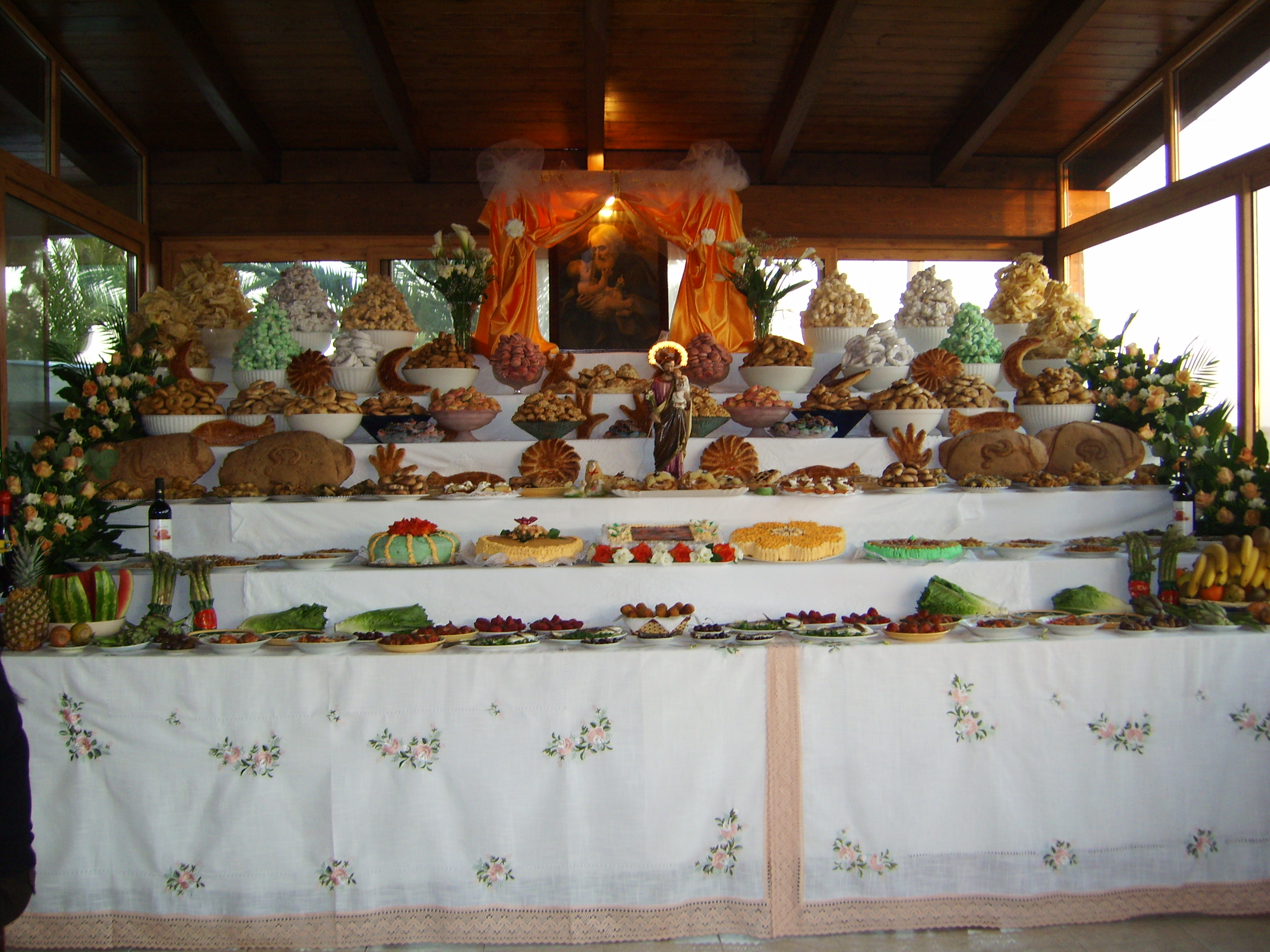
Tavola di San Giuseppe a Lizzano

Oggi, migliorate in genere le condizioni di vita e ridotto il numero di componenti delle famiglie, si è diffusa l'abitudine di mettere in tavola solo alcune pietanze simboliche (i lampascioni, il pesce fritto, la zeppola e la frutta) e comprare quello che si preferisce lasciandolo crudo, perché lo si possa consumare in seguito. Tuttavia, nell'immaginario collettivo, la forma massima di devozione, per la notevole fatica a cui si incorre, consiste nella preparazione della taula tutta cotta, specialmente se composta dal numero massimo dei santi (13): essa impone, infatti, la preparazione di 169 piatti (13 pietanze per 13 santi).
Non mancano in nessuna tavola i tradizionali tòrtini - dei pani a forma di ciambella del peso di 5 o 3 chili - e, al centro, ben in vista, un'effigie di San Giuseppe o della Santa Famiglia; accanto alla sedia del commensale che avrà la "parte" di San Giuseppe, poi, si trova un bastone con posti alla cima dei fiori bianchi - a ricordo del miracolo che, secondo la leggenda, avrebbe consentito di individuare Giuseppe quale sposo della Vergine.
Il giorno della festa, dopo aver partecipato alla messa, i santi si recano nelle case dove sono attesi: di lì a poco passerà il sacerdote per la benedizione, dopo la quale gli invitati si siederanno a tavola e inizieranno a mangiare. Tuttavia, sarà sempre San Giuseppe a "governare" la situazione: a lui spetta decidere quando si smette di mangiare ogni pietanza battendo tre volte la forchetta sul bordo del suo piatto. A questo segnale tutti gli altri santi devono smettere di mangiare e passare alla pietanza successiva, servita dai componenti della famiglia devota.
Alla fine del pranzo, dopo un breve momento di preghiera, i santi portano via con sé tutto ciò che è rimasto e, se la taula è cruda, quello che è stato loro destinato senza dimenticarsi di pregare san Giuseppe perché esaudisca i loro desideri e aspirazioni.